# Vogue (sigarette)

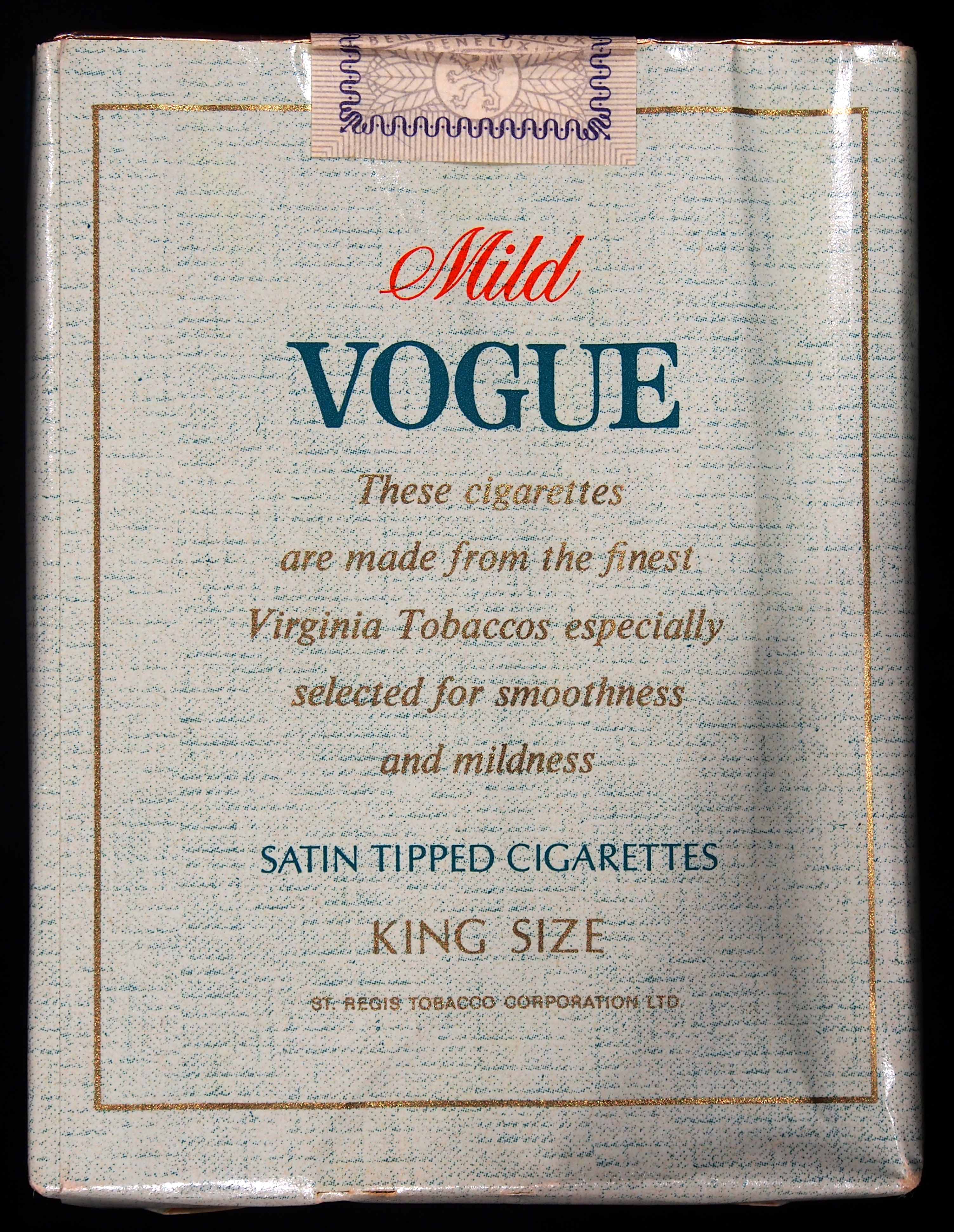

Vogue è un marchio di sigarette, attualmente di proprietà e prodotto da British American Tobacco, orientato principalmente verso una clientela femminile.

## Storia
Lo “stile” di Vogue è stato basato sulla couture degli anni '50 catturata dal fotografo Henry Clarke .
Nel 1999, la marca di sigarette Vogue è nata da un'alleanza della British-American Tobacco Company con la sua rivale britannica Rothmans International.
Nel 2005 è stata lanciata la linea Vogue Arome, presente sul mercato europeo fino al 2006. Nel marzo 2007 sono state lanciate le Vogue Blanche e Vogue Noire.

## Mercato
Il prodotto è in vendita negli Stati Uniti, in Brasile, Germania, Francia, Italia, Russia, Sud Africa ed in molti altri paesi.